# نیکلاس ریزو
نیکلاس ریزو (انگلیسی: Nicholas Rizzo؛ زادهٔ ۱۱ مارس ۲۰۰۰) بازیکن فوتبال است.
وی همچنین در تیم‌های ملی فوتبال زیر ۱۶ سال ایتالیا و زیر ۱۹ سال ایتالیا بازی کرده‌است.